# A rationibus
A rationibus (en latín:procurator a rationibus), fue el secretario de Hacienda en el imperio Romano  y encargado del tesoro imperial, el fisco. Sus responsabilidades involucraban monitorear los ingresos y gastos del estado y mantener las cuentas del fisco, lo que le daba al rationibus una influencia considerable.

## Creación del cargo
El cargo fue creado originalmente por Augusto, quien necesitaba informes precisos y completos de las finanzas del estado para ejercer el control presupuestario, y por esta razón seguramente se lo dio a los miembros de su hogar, probablemente libertos. Este papel fue luego institucionalizado en la posición del a rationibus, a quien se le pagó un salario por el aerarium y se le otorgó una oficina en las estancias palatinas, bajo Tiberio. Las familias patricias romanas como los Junios Silanos también podían haber designado a sus contables como a rationibus, aunque esta costumbre cayó fuera de la práctica cuando la oficina imperial del de este cargo se institucionalizó y desapareció bajo el reinado de Nerón.

## Funciones
Dentro de su papel, la cuidadosa contabilidad de los gastos militares, los costos de la distribución pública de granos, las construcciones religiosas y los proyectos de infraestructura, pero también estaban entre las tareas más importantes del rationibus, el embellecimiento del palacio imperial, y los ingresos públicos del proyecto, por ejemplo, de los diversas minas. Además, el también era responsable del comportamiento de los magistrados del fisco y las quejas públicas se dirigían a su oficina. El praepositus a rationibus fue ayudado por su principal subordinado, el proximus a rationibus, y se basó en gran medida en la confianza continua del emperador, como lo demuestran las consecuencias de Tiberio Julio Despido de Aug. lib.  A veces, las oficinas del a rationibus y ab epistulis , el secretario a cargo de la correspondencia imperial, se unieron, por ejemplo, en el caso de Tiberio Claudio Vibiano Tértulo.

## Fin de su gestión
La oficina de un a rationibus fue inicialmente desempeñada por libertos como Marco Antonio Palas, Phaon y el padre de Claudio Etrusco. Sin embargo, desde el siglo II —es decir, alrededor de los reinados de Trajano y Adriano—, el puesto fue ocupado únicamente por équites, los libertos habían defraudado debido a su influencia indebida en la corte imperial y su participación en asuntos de corrupción. La oficina del a rationibus fue abolida por Diocleciano y las reformas tetrárquicas, colocaron la gestión de las finanzas imperiales durante los siglos IV y V bajo el mandato del 'comes sacrarum largitionum (Conde de la Sagrada Dádiva).